# TILO
A TILO SA (Treni Regionali Ticino Lombardia) egy 2004-ben alakított svájci-olasz vasúttársaság, mely a svájci SBB-CFF-FFS és az olasz Trenitalia,  2011. júniusától Trenord közös leányvállalata.
A TILO üzemelteti a tessini S-Bahn-t, a Ticino kanton és Lombardia régió közötti regionális közlekedést és a milánói S-Bahn S9-es vonalát.

## Vonalai
| Vonal | Viszonylat                                                                                           |                   |
| ----- | --- | ----------------- |
| RE80  | Locarno – galleria di base Ceneri – Lugano - Chiasso - Milano                                        | Svájc Olaszország |
| S10   | (Airolo –) Biasca - Bellinzona – galleria di base Ceneri - Lugano - Chiasso - Como                   | Svájc Olaszország |
| S20   | Castione-Arbedo – Bellinzona – Locarno                                                               | Svájc             |
| S30   | (Bellinzona –) Cadenazzo – Luino – Gallarate                                                         | Svájc Olaszország |
| S40   | Varese – Mendrisio – Como                                                                            | Svájc Olaszország |
| S50   | Malpensa T2 – Varese – Mendrisio – Lugano - galleria di base Ceneri – Bellinzona - Biasca (- Airolo) | Svájc Olaszország |
| S90   | Giubiasco - linea di montagna Ceneri – Lugano (– Mendrisio)                                          | Svájc             |

## Gördülőállománya
A flotta kezdetben a Trenitalia által szállított alacsonypadlós elővárosi kocsikból, valamint néhány E.464-es mozdonyból és hét négykocsis Domino komplexumból állt, amelyeket a Svájci Szövetségi Vasutak szállítottak.
A flotta negyven RABe 524 típusú villamosvonatból áll, amelyek 2007 májusában álltak forgalomba, a Stadler FLIRT családjába tartoznak, és kifejezetten többfeszültségű berendezésekkel vannak felszerelve, hogy mind az olasz, mind a svájci hálózaton közlekedhessenek.
2020-tól további 19 darab RABe 524.3 (hatkocsis) és RABe 523.2 (négykocsis) villamos vonat érkezett a FLIRT TSI családból.

## Fordítás
- Ez a szócikk részben vagy egészben  a   TILO (azienda) című olasz Wikipédia-szócikk fordításán alapul.  Az eredeti cikk szerkesztőit annak laptörténete sorolja fel. Ez a jelzés csupán a megfogalmazás eredetét és a szerzői jogokat jelzi, nem szolgál a cikkben szereplő információk forrásmegjelöléseként.